# موکوراپو
موکوراپو (به انگلیسی: Mucurapo) شهری در کشور ترینیداد و توباگو، استان دیگو مارتین است که جمعیت آن در سرشماری سال ۲۰۰۵ میلادی ۴٫۳۴۲ نفر بوده‌است.